# محمد علي المونجيري
محمد علي المونجيري (1846 – 1927) هو عالم مسلم هندي.
ولده هو الشيخ منة الله رحماني، وحفيده هو الشيخ ولي الله رحماني.